# سانا
سانا رودی است که به اونا می‌ریزد. این رود از کشور بوسنی و هرزگوین می‌گذرد. طول آن ۱۴۶ کیلومتر (۹۱ مایل) است.